# 2017년 일본 프로 야구 올스타전
2017년 일본 프로 야구 올스타전은 2017년 7월 14일과 7월 15일에 열린 일본 프로 야구의 올스타전 경기이다.

## 개요
2016년까지는 마쓰다의 특별 협찬으로 ‘마쓰다 올스타 게임 2016’으로 개최됐지만 2017년에는 마이나비의 특별 협찬으로 ‘마이나비 올스타 게임 2017’(マイナビオールスターゲーム2017)이라는 이름으로 개최됐다.
그 해에는 작년과 마찬가지로 두 차례의 경기가 열렸으며, 모두 지명타자제가 채택됐다.

## 일정
- 1차전 : 7월 14일

나고야 돔(19시에 시작, 2011년 1차전 이후 6년 만에 개최)
- 2차전 : 7월 15일

ZOZO 마린 스타디움(18시에 시작, 2011년 2차전 이후 6년 만에 개최)
1. 금년도에는 1차전이 센트럴 리그 홈 경기로 치러졌으며, 1루 측(퍼시픽 리그는 3루쪽이며 원정팀으로 취급)을 사용했다.[4] 2차전은 퍼시픽 리그 홈 경기로 치러졌으며, 1루 측(센트럴 리그는 3루쪽이며 원정팀으로 취급)을 사용했다.[5]
2. 2차전은 우천으로 인한 예비일로서 7월 16일(14시에 시작, 우천으로 취소될 경우에는 중단[6])에 치러질 예정이었다.[5]

## 특별 행사
- 홈런 더비[7]
- 야구 전당 헌액식(1차전 시작 전)

참석자 : 이토 쓰토무, 호시노 센이치, 히라마쓰 마사지
※특별 헌액된 고시 히로시, 스즈키 미레이에 대해서는 별도로 헌액식을 가졌다.

## 출장 선수
| 범례 - 굵은 글씨 : 팬 투표에 의한 출장 - ※ : 선수간 투표에 의한 출장 - ▲ : 출장 사퇴 선수 발생에 의한 보충 선수 - 그 외에는 감독 추천에 의한 출장 |

| 센트럴 리그 | 센트럴 리그       | 센트럴 리그 | 센트럴 리그 |
| ----------- | ----------------- | ----------- | ----------- |
| 감독        | 오가타 고이치     | 히로시마    |             |
| 코치        | 다카하시 요시노부 | 요미우리    |             |
| 코치        | A. 라미레스       | DeNA        |             |
| 선발 투수   | 스가노 도모유키※  | 요미우리    | 5           |
| 중간 계투   | M. 마테오         | 한신        | 첫 출장     |
| 마무리 투수 | 야마사키 야스아키 | DeNA        | 3           |
| 투수        | 오카다 아키타케   | 히로시마    | 첫 출장     |
| 투수        | 야부타 가즈키     | 히로시마    | 첫 출장     |
| 투수        | 다구치 가즈토     | 요미우리    | 첫 출장     |
| 투수        | 하마구치 하루히로 | DeNA        | 첫 출장     |
| 투수        | 아키야마 다쿠미   | 한신        | 첫 출장     |
| 투수        | 오가와 야스히로   | 야쿠르트    | 2           |
| 투수        | 마타요시 가쓰키   | 주니치      | 첫 출장     |
| 투수        | R. 발데스         | 주니치      | 첫 출장     |
| 투수        | 이노 쇼이치▲      | DeNA        | 3           |
| 포수        | 우메노 류타로     | 한신        | 첫 출장     |
| 포수        | 고바야시 세이지※  | 요미우리    | 첫 출장     |
| 포수        | 도바시라 야스타카 | DeNA        | 2           |
| 1루수       | 아라이 다카히로   | 히로시마    | 8           |
| 1루수       | 아베 신노스케※    | 요미우리    | 13          |
| 2루수       | 기쿠치 료스케※    | 히로시마    | 4           |
| 3루수       | 도리타니 다카시   | 한신        | 7           |
| 3루수       | C. 맥게히※        | 요미우리    | 첫 출장     |
| 유격수      | 사카모토 하야토※  | 요미우리    | 9           |
| 내야수      | 다나카 고스케     | 히로시마    | 2           |
| 내야수      | 미야자키 도시로   | DeNA        | 첫 출장     |
| 내야수      | A. 게레로         | 주니치      | 첫 출장     |
| 외야수      | 스즈키 세이야※    | 히로시마    | 2           |
| 외야수      | 이토이 요시오※    | 한신        | 9           |
| 외야수      | 쓰쓰고 요시토모※  | DeNA        | 3           |
| 외야수      | 마루 요시히로     | 히로시마    | 5           |
| 외야수      | 오시마 요헤이     | 주니치      | 4           |

| 퍼시픽 리그 | 퍼시픽 리그        | 퍼시픽 리그 | 퍼시픽 리그 |
| ----------- | ------------------ | ----------- | ----------- |
| 감독        | 구리야마 히데키    | 닛폰햄      |             |
| 코치        | 구도 기미야스      | 소프트뱅크  |             |
| 코치        | 이토 쓰토무        | 지바 롯데   |             |
| 선발 투수   | 센가 고다이        | 소프트뱅크  | 2           |
| 중간 계투   | 마키타 가즈히사    | 세이부      | 4           |
| 마무리 투수 | 마쓰이 유키        | 라쿠텐      | 2           |
| 투수        | 노리모토 다카히로※ | 라쿠텐      | 3           |
| 투수        | 다니모토 게이스케  | 닛폰햄      | 첫 출장     |
| 투수        | 후타키 고타        | 지바 롯데   | 첫 출장     |
| 투수        | 미마 마나부        | 라쿠텐      | 첫 출장     |
| 투수        | 기쿠치 유세이      | 세이부      | 2           |
| 투수        | 야마오카 다이스케  | 오릭스      | 첫 출장     |
| 투수        | 가네코 지히로      | 오릭스      | 3           |
| 투수        | 구로키 유타        | 오릭스      | 첫 출장     |
| 포수        | 시마 모토히로※     | 라쿠텐      | 8           |
| 포수        | 다무라 다쓰히로    | 지바 롯데   | 2           |
| 1루수       | 나카타 쇼          | 닛폰햄      | 7           |
| 1루수       | 우치카와 세이이치※ | 소프트뱅크  | 6           |
| 2루수       | 아사무라 히데토※   | 세이부      | 5           |
| 3루수       | 마쓰다 노부히로※   | 소프트뱅크  | 7(1)        |
| 유격수      | 이마미야 겐타      | 소프트뱅크  | 4           |
| 유격수      | 모기 에이고로※     | 라쿠텐      | 첫 출장     |
| 내야수      | B. 레어드          | 닛폰햄      | 2           |
| 내야수      | 스즈키 다이치      | 지바 롯데   | 4           |
| 내야수      | 겐다 소스케▲       | 세이부      | 첫 출장     |
| 외야수      | 야나기타 유키※     | 소프트뱅크  | 4           |
| 외야수      | 아키야마 쇼고※     | 세이부      | 3           |
| 외야수      | 우에바야시 세이지  | 소프트뱅크  | 첫 출장     |
| 외야수      | 곤도 겐스케※       | 닛폰햄      | 첫 출장     |
| 외야수      | 니시카와 하루키▲   | 닛폰햄      | 첫 출장     |
| 외야수      | T-오카다           | 오릭스      | 3           |
| 지명타자    | 오타니 쇼헤이      | 닛폰햄      | 5           |
| 지명타자    | A. 데스파이그네※   | 소프트뱅크  | 첫 출장     |

- 숫자는 출장 횟수를 뜻하며 괄호 안에 있는 숫자는 상기 횟수 가운데 부상 때문에 출전하지 못한 횟수.

1. ↑  왼쪽 어깨 부상 때문에 출전을 포기했으며 하마구치를 대체할 선수로서 이노가 출장했다.[8]
2. ↑  오른쪽 팔꿈치 척골 주두, 상완골 골좌상에 의한 부상 때문에 출전을 포기했으며 모기를 대체할 선수로서 겐다가 출장했다.[9]
3. ↑  요추간판 헤르니아로 인한 부상 때문에 출전을 포기했으며 곤도를 대체할 선수로서 니시카와가 출장했다.[10]

더욱이 사퇴한 선수는 부상 여부에 상관 없이 야구 협약 86조에 의해 올스타전 종료 후 후반기 시작 시점부터 10경기 동안 선수 등록이 불가능하다.
(출처:)

## 올스타전 경기 결과

### 1차전

#### 스코어
| 팀 | 1 | 2 | 3 | 4 | 5 | 6 | 7 | 8 | 9 | R | H | E |
| 퍼시픽 | 1 | 0 | 0 | 0 | 0 | 0 | 1 | 3 | 1 | 6 | 9 | 0 |
| 센트럴 | 0 | 0 | 0 | 1 | 0 | 1 | 0 | 0 | 0 | 2 | 6 | 0 |
| 승리 투수: 야마오카 다이스케(오릭스) 패전 투수: 마르코스 마테오(한신) 홈런: 퍼시픽 – 아키야마 쇼고(세이부·1회 1점), 니시카와 하루키(닛폰햄·8회 2점), 나카타 쇼(닛폰햄·9회 1점) 센트럴 – 쓰쓰고 요시토모(DeNA·4회 1점) |   |   |   |   |   |   |   |   |   |   |   |   |

#### 출장 선수
| 퍼시픽 | 퍼시픽 | 퍼시픽            |
| 타순   | 수비   | 선수              |
| ------ | ------ | ----------------- |
| 1      | (우)   | 아키야마 쇼고     |
| 2      | (二)   | 아사무라 히데토   |
| 3      | (지)   | 오타니 쇼헤이     |
| 4      | (중)   | 야나기타 유키     |
| 5      | (三)   | 마쓰다 노부히로   |
| 6      | (一)   | 나카타 쇼         |
| 7      | (좌)   | 우에바야시 세이지 |
| 8      | (포)   | 시마 모토히로     |
| 9      | (유)   | 이마미야 겐타     |
|        | (투)   | 센가 고다이       |

| 센트럴 | 센트럴 | 센트럴          |
| 타순   | 수비   | 선수            |
| ------ | ------ | --------------- |
| 1      | (중)   | 이토이 요시오   |
| 2      | (三)   | 도리타니 다카시 |
| 3      | (유)   | 사카모토 하야토 |
| 4      | (좌)   | 쓰쓰고 요시토모 |
| 5      | (지)   | A. 게레로       |
| 6      | (우)   | 스즈키 세이야   |
| 7      | (一)   | 아라이 다카히로 |
| 8      | (포)   | 우메노 류타로   |
| 9      | (二)   | 기쿠치 료스케   |
|        | (투)   | R. 발데스       |

#### 수상 선수
MVP
- 우치카와 세이이치(소프트뱅크)

8회에 마테오로부터 역전 적시타를 날리는 등 2타수 2안타를 기록하여 맹활약을 했다. 소프트뱅크 야수로서의 수상은 2014년 2차전에서 야나기타 유키 이후 3년 만이지만 우치카와 자신은 2013년 3차전 이후 4년 만의 수상이다.
감투 선수상
- 아키야마 쇼고(세이부)

1회에 발데스부터 선두 타자 홈런을 날렸다.
- 니시카와 하루키(닛폰햄)

8회에 마테오부터 2점 홈런을 날렸다.
- 쓰쓰고 요시토모(DeNA)

4회 기쿠치 유세이로부터 동점 솔로 홈런을 날렸다.

### 2차전

#### 스코어
| 팀 | 1 | 2 | 3 | 4 | 5 | 6 | 7 | 8 | 9 | R | H | E |
| 센트럴 | 0 | 0 | 1 | 0 | 0 | 0 | 0 | 0 | 0 | 1 | 4 | 0 |
| 퍼시픽 | 0 | 0 | 0 | 1 | 1 | 0 | 1 | 0 | X | 3 | 9 | 0 |
| 승리 투수: 미마 마나부(라쿠텐) 패전 투수: 이노 쇼이치(DeNA) 세이브: 다니모토 게이스케(닛폰햄) 홈런: 센트럴 – 고바야시 세이지(요미우리·3회 1점) 퍼시픽 – 알프레도 데스파이그네(소프트뱅크·4회 1점), 스즈키 다이치(지바 롯데·7회 1점) |   |   |   |   |   |   |   |   |   |   |   |   |

#### 출장 선수
| 센트럴 | 센트럴 | 센트럴          |
| 타순   | 수비   | 선수            |
| ------ | ------ | --------------- |
| 1      | (우)   | 이토이 요시오   |
| 2      | (중)   | 마루 요시히로   |
| 3      | (三)   | C. 맥게히       |
| 4      | (지)   | 쓰쓰고 요시토모 |
| 5      | (一)   | 아베 신노스케   |
| 6      | (좌)   | A. 게레로       |
| 7      | (二)   | 미야자키 도시로 |
| 8      | (유)   | 다나카 고스케   |
| 9      | (포)   | 고바야시 세이지 |
|        | (투)   | 스가노 도모유키 |

| 퍼시픽 | 퍼시픽 | 퍼시픽            |
| 타순   | 수비   | 선수              |
| ------ | ------ | ----------------- |
| 1      | (우)   | 아키야마 쇼고     |
| 2      | (중)   | 야나기타 유키     |
| 3      | (一)   | 우치카와 세이이치 |
| 4      | (지)   | A. 데스파이그네   |
| 5      | (三)   | B. 레어드         |
| 6      | (좌)   | T-오카다          |
| 7      | (二)   | 스즈키 다이치     |
| 8      | (포)   | 다무라 다쓰히로   |
| 9      | (유)   | 겐다 소스케       |
|        | (투)   | 노리모토 다카히로 |

#### 수상 선수
MVP
- 알프레도 데스파이그네(소프트뱅크)

4회에 동점 홈런을 날리는 등 3안타를 기록하여 대활약을 보였다. 전날 우치카와에 이어 같은 구단에서 MVP에 선정되는 영예를 안았다. 이 사례는 1991년의 야쿠르트(1차전 : 후루타 아쓰야, 2차전 : 히로사와 가쓰미), 1995년의 요미우리(1차전 : 오치아이 히로미쓰, 2차전 : 마쓰이 히데키)에 이어 세 번째이다.
감투 선수상
- 아키야마 쇼고(세이부)

5회에 역전 적시타를 날리는 등 3안타를 기록, 2경기 연속 감투상을 수상했다. 이는 2014년 요 다이칸(당시 닛폰햄) 이후의 사례이다.
- 스즈키 다이치(지바 롯데)

7회에 오가와로부터 솔로 홈런을 날렸다.
- 고바야시 세이지(요미우리)

3회에 가네코로부터 센트럴 올스타팀의 유일한 득점인 선제 솔로 홈런을 날렸다. 첫 타석에서 초구를 노려 홈런을 때려낸 것은 1970년 1차전에서 아리토 미치요(롯데)가 기록한 이후 47년 만의 두 번째이다.
마이나비상+닛산 노트 e-POWER상
- 니시카와 하루키(닛폰햄)

1차전 8회에 마테오로부터 2홈런을 날리는 등의 활약을 보였다. 닛폰햄 선수로서의 수상은 2014년에 요 다이칸 이후 통산 4번째이다.

## 같이 보기
- 일본 프로 야구 올스타전